# Прототетис
Прототетис — древний океан, отделявший Перигондвану от других материков и континентальных фрагментов самой Гондваны, с эдиакарского периода неопротерозойской эры до каменноугольного периода палеозойской эры (550 — 330 млн лет назад). Предшественник океана Палеотетис.

## История вопроса
Прототетис несистематически используется в нескольких концепциях.
По данным  Дж. Ф. вон Раумера и Г. М. Стампфли, по окончании Кадомской эпохи складчатости (550 млн лет назад) началась субдукция океанической коры под северной окраиной Гондваны. В восточной части зоны субдукции находился океан Прототетис, а в западной — Япетус и море Торнквиста. В это время Прототетис отделял от Гондваны Северный Китай и Фенносарматию. В кембрийском и ордовикском периодах (500 — 480 млн лет назад) в результате образования задугового бассейна Шанрус произошла субдукция Прототетиса под микроконтинент Кадомия.
Т. Х. Торсвик и Л. Р. М. Кокс использовали термин «океан Рэн» (англ. «Ran Ocean») для аналогичной концепции океана кембрийского и ордовикского периодов, отделявшего Фенносарматию от Гондваны.
Другие геологи оспаривают существование этого океана.

## История океана
Прототетис возник при распаде Паннотии, когда Протолавразия (Лаврентия, Фенносарматия и Ангарида) отделилась от этого суперконтинента, ставшего Гондваной. Новый океан находился между двумя сформировавшимися суперконтинентами. На севере Прототетис граничил с другим океаном, Панталассой, отделённым от него островными дугами и Казахстанией. В кембрийском периоде Прототетис увеличивался в размере. С позднего ордовика до среднего силура он оставался наибольших размеров, находясь между Ангаридой на западе и Гондваной на востоке. Океан стал уменьшаться в позднем силуре, когда Северный и Южный Китай начали движение от Гондваны на север. В позднем девонском периоде океан опять уменьшился, в результате коллизии микроконтинента Казахстания и Ангариды. В каменноугольном периоде Северо-Китайский микроконтинент соединился с континентом, образованным Ангаридой и Казахстанией, и Палеотетис закрылся. В это же время возник океан Палеотетис.